# 二川村 (愛知県)
二川村（ふたがわむら）は、愛知県丹羽郡にあった村。現在の一宮市の一部にあたる。

## 地理
- 河川：青木川、五条川[2]

## 歴史
- 1889年（明治22年）10月1日、町村制の施行により、丹羽郡伝法寺村、五日市場村が合併して村制施行し、二川村が発足[1][3]。旧村名を継承した伝法寺、五日市場の2大字を編成[3]。
- 1906年（明治39年）7月1日、丹羽郡九日市場村、三重島村、多加森村と合併し、丹陽村を新設して廃止された[1][3]。合併後、丹陽村大字伝法寺・五日市場となる[3]。

### 地名の由来
二つの川に囲まれていることからか。

## 産業
- 農業、切干大根[3]

## 教育
- 1892年（明治25年）二川尋常小学校開校[3]。